# Pawłowiczki
Pawłowiczki (Pawlowitz, Pawlowitze, Pawlowice, Pawlowitzke, od 1936 Gnadenfeld) – wieś w Polsce, położona w województwie opolskim, w powiecie kędzierzyńsko-kozielskim, w gminie Pawłowiczki. W 2011 roku liczba mieszkańców we wsi Pawłowiczki wynosiła 1213.
Miejscowość jest siedzibą gminy Pawłowiczki. Historycznie leży na Górnym Śląsku.
W 2013 we wsi zarejestrowane zostało prywatne lądowisko.
| SIMC    | Nazwa        | Rodzaj     |
| ------- | ------------ | ---------- |
| 0501771 | Dąbrowa      | przysiółek |
| 0501788 | Opatrzność   | przysiółek |
| 0501759 | Rzeczyce     | część wsi  |
| 0501765 | Warmuntowice | część wsi  |

## Historia
Pierwsze wzmianki o osadzie pochodzą z 1302. Wieś Pawłowiczki należała wówczas do klasztoru cystersów z Jemielnicy. W 1779 Fryderyk II Wielki utworzył wspólnotę Braci morawskich Gnadenfeld, która obecnie stanowi południową część wsi. 
Od końca XVIII w. do 1933 r. gmina Gnadenfeld posiadała własna pieczęć, na której wizerunku widniała Temida trzymająca wzniesiony miecz w prawej, a wagę w lewej ręce.
W 1936 Niemcy zmienili nazwę wsi z Pawlowitzke na Gnadenfeld II, a w 1938 połączono gminy.
W latach 1954–19782 wieś była siedzibą gromady Pawłowiczki.
W latach 1975–1998 miejscowość administracyjnie należała do ówczesnego województwa opolskiego.

## Demografia
Pawłowiczki podlegają pod Urząd Statystyczny w Opolu, oddział w Prudniku.

## Zabytki
Do wojewódzkiego rejestru zabytków wpisane są:
- kościół par. pw. śś. Andrzeja i Jakuba, z XVIII w.
- park, XIX w.
- dom, ul. Jedności Narodowej 1, z 1780 r., XIX w.

## Komunikacja
Przez Pawłowiczki przechodzi droga krajowa 38
We wsi znajduje się nieczynny przystanek kolejowy Pawłowiczki.

## Edukacja
- Zespół Szkolno-Przedszkolny w Pawłowiczkach[10]

## Gminy partnerskie
- Lindenfels
- Velké Heraltice